# Paspalum guttatum
Paspalum guttatum är en gräsart som beskrevs av Carl Bernhard von Trinius. Paspalum guttatum ingår i släktet tvillinghirser, och familjen gräs. Inga underarter finns listade i Catalogue of Life.